# Pell James
Pell James (* 30. April 1977 in Virginia) ist eine US-amerikanische Schauspielerin.

## Leben und Leistungen
James ist gemeinsam mit drei Schwestern aufgewachsen. Sie debütierte an der Seite von Scott Caan und Robert Downey Jr. im Thriller Black and White aus dem Jahr 1999, wurde jedoch nicht im Abspann erwähnt. In der Komödie Uptown Girls – Eine Zicke kommt selten allein (2003) war sie an der Seite von Brittany Murphy und Dakota Fanning zu sehen. In der Komödie Newcomer – Tausche Ruhm gegen Liebe (2005) erhielt sie eine Hauptrolle. Im Thriller Unter Kontrolle von Jennifer Chambers Lynch übernahm sie eine der drei Hauptrollen.

## Filmografie (Auswahl)
- 1999: Black and White
- 2003: Uptown Girls – Eine Zicke kommt selten allein (Uptown Girls)
- 2005: Dead Next Door – Neighborhood Watch (Neighborhood Watch)
- 2005: Broken Flowers
- 2005: Newcomer – Tausche Ruhm gegen Liebe (Undiscovered)
- 2005: The King
- 2006: Deceit (Fernsehfilm)
- 2007: Zodiac – Die Spur des Killers (Zodiac)
- 2008: Unter Kontrolle (Surveillance)
- 2009: Shrink – Nur nicht die Nerven verlieren (Shrink)
- 2009: Fanboys
- 2011: Der Mandant (The Lincoln Lawyer)
- 2011: Brawler
- 2013: Gangster Chronicles (Pawn Shop Chronicles)
- 2017: No Way Out – Gegen die Flammen (Only the Brave)
- 2018: Peppermint: Angel of Vengeance (Peppermint)
- seit 2019: Euphoria (Fernsehserie)